# 保罗·库茨
保羅·古特絲（英語：Paul Coutts；1988年7月22日—）是一位蘇格蘭足球運動員。在場上的位置是中場。他現在效力於英格蘭足球甲級聯賽球隊謝菲爾德聯足球俱樂部。

## 外部連結
- 足球数据库：保罗·库茨的球员统计数据